# Marigot (Haïti)
Marigot (Haïtiaans-Creools: Marigo) is een stad en gemeente in Haïti met 74.700 inwoners. De plaats ligt aan de Caribische Zee, 29 km ten oosten van de stad Jacmel. De gemeente maakt deel uit van het arrondissement Jacmel in het departement Sud-Est.
De belangrijkste plaatsen zijn Marigot en Pérédo. De rest van de bevolking woont zeer verspreid. Er wordt koffie en fruit verbouwd. Verder is er een vissershaven.

## Indeling
De gemeente bestaat uit de volgende sections communales:
| Nr. | Naam                  | Km²   | Inw.2015 |
| --- | --------------------- | ----- | -------- |
| 1   | Corail Soult          | 27,95 | 18.976   |
| 2   | Grande Rivière Fesles | 27,30 | 6.974    |
| 3   | Macary                | 49,68 | 17.539   |
| 4   | Fond Jean Noël        | 50,70 | 16.937   |
| 5   | Savane Dubois         | 31,48 | 14.274   |